# La Guérilla du chemin de fer
Pour plus de détails, voir Fiche technique et Distribution.
La Guérilla du chemin de fer (chinois simplifié : 铁道游击队 ; pinyin : tiě dào yóu jī duì) est un film de guerre chinois adapté du roman éponyme, sorti en 1956. Écrit et scénarisé à l'origine par Liu Zhixia (zh), il est réalisé par Zhao Ming et interprété par Cao Hui Qu et Qin Yi dans les rôles principaux. Le film est classé parmi les dix films les plus populaires de l'année dans la sélection des films nationaux de 1957 organisée conjointement par la Station de radiodiffusion populaire de Pékin et le Quotidien de Pékin. La chanson du film, Dàn qǐ wǒ xīn ài de tǔ pí pá, a été largement chantée et est restée dans les mémoires.

## Synopsis
En 1940, une force de guérilla, appelée les Tigres volants, est active sur les lignes de chemin de fer autour de Lincheng et Zaozhuang dans la province de Shandong. Ils sabotent les lignes de transport partout, rendant difficile l'acheminement des transports japonais. Le Japonais Kobayashi mobilise ses troupes et se dirige vers le lac Weishan pour tenter de détruire les Tigres volants. Après une bataille, les Tigres volants parviennent à repousser l'attaque japonaise.

## Fiche technique
- Titre français : La Guérilla du chemin de fer[3]
- Titre original : 铁道游击队, tiě dào yóu jī duì[4]
- Réalisation : Zhao Ming
- Scénario : Liu Zhixia (zh), d'après son roman
- Photographie : Feng Sizhi
- Musique : Lue Qi Ming
- Décors : Zhang Han-chen
- Sociétés de production : Studio de cinéma de Shanghai, Studio de Ningxia
- Pays de production :  Chine
- Langue originale : mandarin
- Format : Noir et blanc
- Genre : film de guerre
- Durée : 83 minutes
- Dates de sortie : 
  - Chine : 1956

## Distribution
- Cao Huiqu : Liu Hong
- Qin Yi : la femme de Fanglin
- Feng Zhe (zh) : Li Zheng
- Feng Qi ; Wang Qiang
- Xiao Feng : Xiao Po
- Deng Nan : Lu Han
- Zhong Xinghuo (zh) : Peng Liang
- Chen Shu : Okamura
- Zheng Min : Kobayashi